# Matijn Nijhuis
Matijn Nijhuis (Almelo, 7 oktober 1974) is een Nederlandse nieuwslezer en journalist.
Hij is sidekick en nieuwslezer in het programma Gijs op 10 op Radio 10. Tot 2024 was hij jarenlang werkzaam voor de NOS op NPO Radio 2. Hij las nieuws in programma's als De Wild in de Middag, Stenders Platenbonanza, Wout2Day en Paul!

## Loopbaan
Nijhuis begon als vrijwilliger bij Radio Almelo en kreeg in 1996, na een afgebroken studie journalistiek, een baan als nieuwslezer en verslaggever bij Omroep Amersfoort. Een jaar later stapte hij over naar RTV Oost, waar hij presentator werd van verschillende radio- en tv-programma's. In mei 2000 presenteerde hij de uitgebreide extra TV Oost-nieuwsuitzendingen over de vuurwerkramp in Enschede.
Later dat jaar vertrok Nijhuis naar de NOS, waar hij aan de wieg stond van het 3FM Nieuws (de voorloper van NOS op 3). In 2001 maakte hij de overstap naar het NOS Radionieuws, om bulletins te lezen op de andere publieke radiozenders. In 2006 ging Nijhuis terug naar RTV Oost, waar hij het ochtendprogramma Klaarwakker op de radio presenteerde en nieuws las op televisie. 
Na twee en een half jaar vertrok hij weer naar de NOS. Daar las hij nieuws op de verschillende publieke radiostations en werkte hij mee aan het NOS Radio 1 Journaal en Met het Oog op Morgen.
In 2016 werd hij vaste nieuwslezer op NPO Radio 2. Hij was te horen in onder andere Gijs 2.0, Annemiekes A-lijst, De Wild in de Middag, Keur in de Middag en Wout2Day. Ook las hij de middagbulletins jaarlijks tijdens de NPO Radio 2 Top 2000. Zijn laatste werkdag bij NPO Radio 2 was op 18 juli 2024.
Op 3 juli 2024 werd bekend dat Nijhuis verhuist naar Radio 10, waar hij vanaf maandag 19 augustus 2024 de vaste nieuwslezer is geworden in de middagshow Gijs op 10 van Gijs Staverman. Hij fungeert eveneens als sidekick in het programma. 

## Persoonlijk
Nijhuis woont in Hilversum, samen met zijn twee pleegkinderen. Hij is geboren met cerebrale parese (CP), waardoor hij moeite heeft met lopen. Dankzij botox-injecties lukte het hem in 2006 wel om een alternatieve wandelvierdaagse te lopen om geld in te zamelen voor het goede doel.
In 2017 was hij ambassadeur van Steptember, waarmee geld wordt opgehaald voor onderzoek naar CP. Ook lijdt hij aan gezichtsblindheid.
Eind 2009 vroeg Nijhuis zijn vriend ten huwelijk op radiozender 3FM, eind 2021 / begin 2022 zijn ze gescheiden.
Nijhuis heeft een eigen YouTube-kanaal waarop hij onder andere vlogs plaatst. In een vlog van een vriend was te zien dat hij sinds eind 2021 geregeld in een rolstoel zat. In april 2024 schreef Nijhuis op X dat hij al een half jaar geen rolstoel meer gebruikt, dankzij een voor hem nieuwe pijnstiller.

### Gehandicapten in de media
Door berichten die Nijhuis plaatste op Twitter over gehandicapten in de media kwam Nijhuis in 2018 zelf in het nieuws. Hij twitterde dat gehandicapten zichzelf nooit in de media terugzien en stelde dat er op dat moment niet één presentator met een handicap op de Nederlandse tv was. Zo zei hij dat hij als nieuwslezer bij TV Oost een huidkleurige spalk droeg die zijn spastische hand verborg, omdat hij dacht dat gehandicapten niet op televisie hoorden. De discussie die ontstond was aanleiding voor acht jonge mediamakers met een handicap om een tv-programma te bedenken over het overwinnen van obstakels. Dat programma AngstBaas werd gemaakt met hulp van het No Limits Network van KRO-NCRV en gepitcht bij verschillende omroepen maar is, voor zover bekend, niet uitgezonden. 
Vanwege zijn initiatief werd Nijhuis genomineerd voor de Gouden Venus van Milo van het DELA Goededoelenfonds, bedoeld om Nederlanders met een beperking in het zonnetje te zetten.

## Trivia
- Nijhuis' voornaam die sterk overeenkomt met de gebruikelijkere naam Martijn was naar eigen zeggen ontstaan door een fout bij de aangifte bij de burgerlijke stand.[9]
- In december 2012 las hij op NPO 3FM het nieuws voor in het Twents, vanwege Serious Request dat dat jaar in Enschede werd gehouden.[22]
- In 2013 was hij hoofdredacteur van evenementenzender Kermis FM.[23]
- In 2019 werd hij uitgeroepen tot 'beste nieuwslezer' bij de RadioFreak.nl Awards.[24]
- Het grootste deel van de corona-periode las hij vanwege zijn kwetsbare gezondheid het nieuws voor vanuit zijn thuisstudio.[25]